# Oribatula spherisensilla
Oribatula spherisensilla är en kvalsterart som först beskrevs av Djaparidze 1985.  Oribatula spherisensilla ingår i släktet Oribatula och familjen Oribatulidae. Inga underarter finns listade i Catalogue of Life.